# Christel Geerts
Pour les articles homonymes, voir Geerts.
Christel Geerts, née le 25 juillet 1961  est une femme politique belge flamande, membre de Vooruit (parti politique) (anciennement sp.a) et mère de Conner Rousseau.

## Biographie

### Parcours scolaire et professionnel
Elle est licenciée en sciences biomédicales et docteur en gérontologie de la VUB ; chargée de cours à la VUB ; présidente de l'asbl Drietakt (depuis 2002); présidente néerlandophone de la mutualité Solidaris (depuis 2022).

### Parcours politique
En 2000, elle se présente aux élections communales à Saint-Nicolas avec l'ancien parti socialiste flamand. Le 1 janvier 2001 elle devient échevine des affaires sociales, elle le restera jusqu'en 2003. En effet, aux élections législatives fédérales belges de 2003, bénéficiant de 5.501 voix de préférence, elle est élue directement au Sénat, elle choisit de lâcher son mandat d'échevin qui échoit à Kris Van der Coelden et siège jusqu'en 2007 au Sénat. 
Elle n'est pas réélue au sein de la chambre haute mais retrouve son poste  d'échevine le 27 juin 2008 à Saint-Nicolas où elle est chargée du bien-être et de l'enseignement.
Le 1er juillet 2010, elle succède à Freddy Willockx en tant que bourgmestre de la ville de Saint-Nicolas.
Aux communales du 14 octobre 2012, elle engrange le plus de votes de préférence et devient échevine chargée de l'aménagement du territoire, des espaces verts, de la propreté urbaine, de la politique des seniors et des événements. Elle reste à son poste jusqu'en 2018 où le sp.a victime de mauvais résultats électoraux est renvoyé sur les bancs de l'opposition.

### Vie privée
Christel Geerts est la mère de deux enfants. Son fils, Conner Rousseau,  est un homme politique belge flamand. Il est devenu le président du parti Vooruit en novembre 2019 à l'âge de 26 ans.

## Mandats politiques[2]
- Depuis le 01/01/2001 : Conseillère communale à Saint-Nicolas ;
- 01/01/2001-2003 : Échevine chargée des affaires sociales à Saint-Nicolas ;
- 19/06/2003 - 02/05/2007 : Sénatrice élue directe ;
- 27/06/2008 - 25/06/2010 :  Échevine chargée du bien-être et de l'enseignement à Saint-Nicolas ;
- 01/07/2010 - 31/12/2012 : Bourgmestre de Saint-Nicolas ;
- 02/01/2013 - 2018 : Échevine chargée de l'aménagement du territoire, des espaces verts, de la propreté urbaine, de la politique des seniors et des événements.